# Portland (Oregon)
 For alternative betydninger, se Portland. (Se også artikler, som begynder med Portland)
Portland er en by i den nordlige del af den amerikanske delstat Oregon med 653.115 indbyggere i 2015.
Byen ligger ved Willamette-floden lige syd for dennes udløb i Columbia-floden.
Portland er administrativt centrum for det amerikanske county Multnomah County. I forhold til så mange amerikanske byer, er Portland en meget miljøvenlig by, hvor der er gode muligheder for at cykle. Skal man over længere afstande i byen, er man velkommen til at tage cyklen med bussen, som det er gratis at køre med, og sætte den på en anhænger foran på selve bussen. Byen gør det også meget i biler, som kører på strøm. Portland, Oregon, er fødeby for Matt Groening, der har skabt The Simpsons og Futurama.

## Historie
Byen er grundlagt i 1845 og er opkaldt efter byen Portland i den amerikanske delstat Maine.
Området som i dag udgør Multnomah County var i århundrede beboet af Chinook indianerne. Multnomah-folket bosatte sig i området ved øen Sauvie og ved Columbia River Gorge. Disse indianere levede af fiskeri, bær og handel langs floden.
I 1843 så nybyggeren William Overton et stort kommercielt potentiale for området, men havde ikke råd til at betale for de rettigheder han havde fået til området. Han lavede en handel med sin partner Asa Lovejoy fra Boston, Massachusetts. For 25¢ ville Overton dele hans rettighed til det 2,6 km2 område. Overton solgte senere sin rettighed til området til Francis W. Pettygrove fra Portland, Maine. Både Pettygrove og Lovejoy ønskede at opkalde området efter de byer, hvor de kom fra. I 1845 blev uenighed ved at spille plat eller krone, hvor Pettygrove vandt to ud af tre spil. Mønten som blev brugt, kan nu ses på Oregon Historical Society, og går under navnet The Portland Penny.
I 1851 havde Portland mere end 800 indbyggere, en dampdrevet savmølle, et hotel og en avis. I 1879 var befolkningen vokset til 17.500.
The Old Oregon Trail ender i den sydlige bydel af Portland. En rute nybyggere fulgte mod vest. Ruten begyndte i staten Missouri.